# New Castle (Virgínia)
New Castle é uma cidade  localizada no estado norte-americano de Virginia, no Condado de Craig.

## Demografia
Segundo o censo norte-americano de 2000, a sua população era de 179 habitantes.
Em 2006, foi estimada uma população de 174, um decréscimo de 5 (-2.8%).

## Geografia
De acordo com o United States Census Bureau tem uma área de
0,4 km², dos quais 0,4 km² cobertos por terra e 0,0 km² cobertos por água. New Castle localiza-se a aproximadamente 403 m acima do nível do mar.

## Localidades na vizinhança
O diagrama seguinte representa as localidades num raio de 24 km ao redor de New Castle.